# Djamila (chanteuse)
Pour les articles homonymes, voir Djamila.
Djamila, de son vrai nom Djohra Bachene, est une actrice, animatrice et chanteuse algérienne de musique traditionnelle kabyle. Elle est née le 2 mai 1930 à Aït Bouhini (Yakouren) et décédée le 29 octobre 2019 à Alger.

## Biographie
Djohra Bachene, de son vrai nom, est née le 2 mai 1930 à Aït Bouhini (Yakouren). Orpheline de père à l'âge de 12 ans, Djamila bénéficie d'avoir rencontré la chanteuse kabyle Chabha qui la prend sous son aile et l'introduit dans le monde de la radio. C'est en 1951 qu'elle fera ses premiers pas sur la Chaine II, radio algérienne en langue amazighe.
Elle rejoindra ensuite la chorale féminine Urar n’lkhalath côtoyant Cherifa, Hnifa, Nouara et autres grandes chanteuses kabyles. Elle écrira et interprétera de nombreuses chansons dans le style musical kabyle « Achewiq ». 
En plus de sa carrière musicale et radiophonique, Djamila entame en 1962 une carrière d'actrice au cinéma et à la télévision. Elle apparaît notamment dans les films La Colline oubliée de Abderrahmane Bouguermouh, Le Vent des Aurès de Mohammed Lakhdar-Hamina et plusieurs téléfilms aux côtés de Mohamed Hilmi. Elle est décédée le 29 octobre 2019 à Alger.

## Discographie
Parmi les chansons emblématiques de Djamila:
- Tamurt Lezzayer
- Aya Assas El Djamaâ
- Amelayoun
- Aya h'mem
- Yefka lâhed Amirouch
- Abahri
- Sioutass sllam
- Arnu yas aman a xali
- A chauffeur u taxi
- Awid afus ih
- A zahr iw akka ig ibgha
- Ifut l'hal

## Filmographie
- 1967 : Le vent des Aurès de Mohammed Lakhdar-Hamina
- 1969 : Les Hors-la-loi de Tewfik Farès
- 1977 : Leïla et les Autres de Sid Ali Mazif
- 1977 : Noces de sang (film, 1977) de Souheil Ben-Barka
- 1981 : El Anka film documentaire de Abdelkrim Baba Aissa
- 1991 : Cheb de Rachid Bouchareb
- 1994 : Bab El Oued City de Merzak Allouache
- 1996 La Colline Oubliée de Abderrahmane Bouguermouh